# آموزش عالی در ایالات متحده آمریکا
ایالات متحده آمریکا با داشتن قریب به ۵٬۸۰۰ دانشگاه و مؤسسه آموزش عالی امکان تحصیلات در سطوح مختلف آموزش عالی را برای تقریباً تمامی افراد جامعه خود فراهم نموده‌است. در سال ۲۰۰۴ بیش از ۱۷ میلیون دانشجو در دانشگاه‌های آمریکا مشغول به تحصیل بودند.
ارگان آموزشی دولت فدرال در این کشور وزارت آموزش است.

## آمار

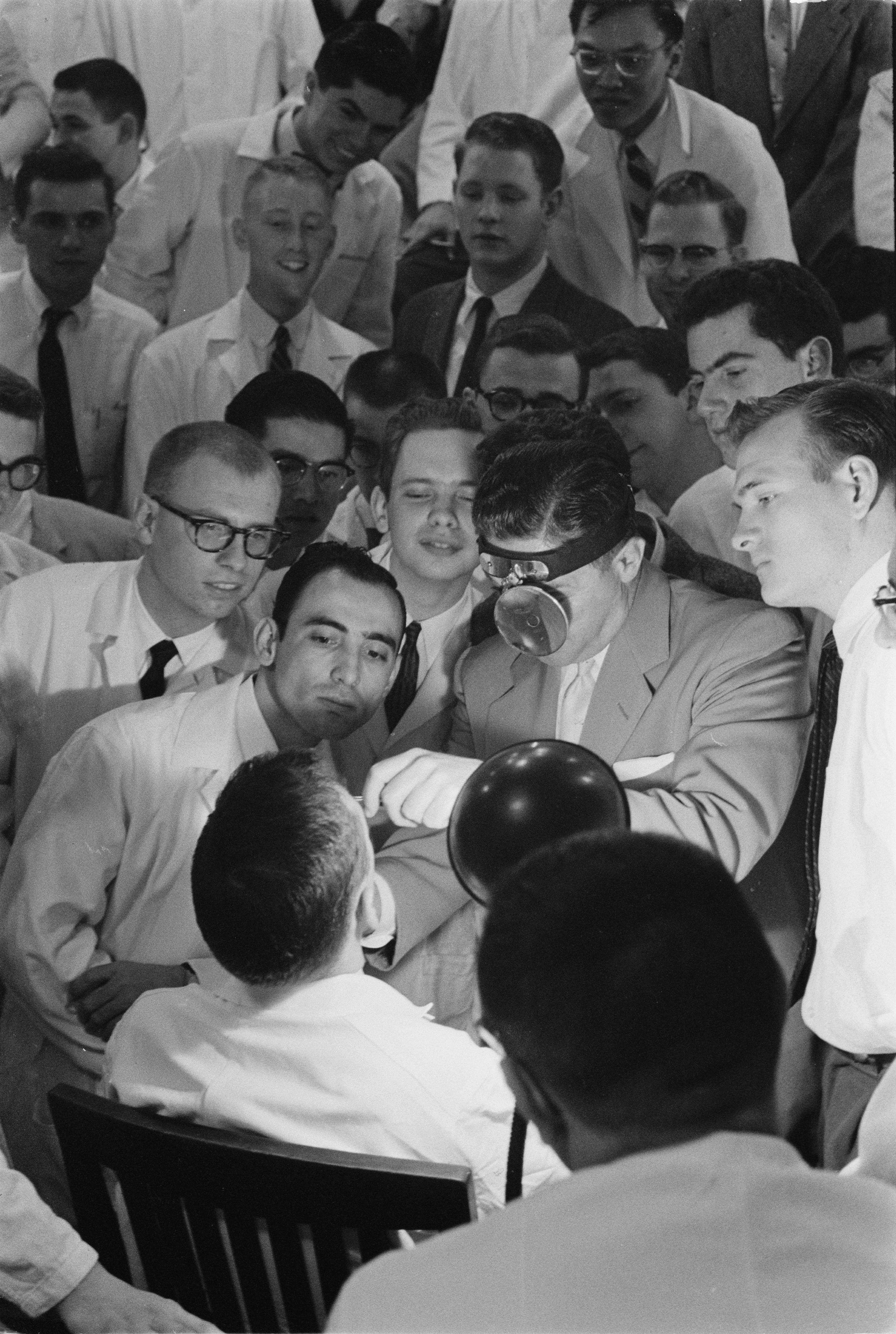
آموزش پزشکی در دانشگاه جرج واشینگتن در سال ۱۹۵۸

در سال ۲۰۱۲ ایالات متحده آمریکا در میان کشورهای دنیا از نظر تعداد تحصیل کردگان آموزش عالی به نسبت جمعیت در رتبه چهارم قرار داشت. تعداد دانش‌آموختگان جدید آمریکا در سال ۲۰۰۷ به شرح زیر است:
- ۵۰٬۲۰۰ دکترا (PhD)
- ۹۱٬۶۰۰ درجات تخصصی (پزشک، دندانپزشک، وکیل دادگستری،...)
- ۶۱۵٬۰۰۰ درجه کارشناسی ارشد
- ۱٬۴۷۵٬۰۰۰ درجه کارشناسی

در سال ۲۰۰۶، ۴۶٪ جمعیت بالای ۲۵ سال در ناحیه کلمبیا دارنده مدارج دانشگاهی بودند، که در میان ایالات آمریکا رتبه اول را داراست، درحالی‌که پایینترین تعداد دانشگاهی بالای ۲۵ سال، در ایالت ویرجینیای باختری (با درصد ۱۶٫۵٪) سکونت داشتند.

## بودجه و اختیارات موسسات آموزش عالی
دانشگاه‌های آمریکا از نظر تصمیم‌گیری و اختیارات، به‌شدت (نسبت به دولت فدرال) غیر متمرکز عمل می‌کنند؛ و این برگرفته از متمم دهم قانون اساسی ایالات متحده آمریکا می‌باشد. با اینحال، دولت فدرال با اعطای مبالغ بودجه (همانند federal grants) قابلیت تأثیرگذاری بر روند تصمیم‌گیری این موسسات را دارد. ارگانهای دولتی همانند موسسات ملی بهداشت ایالات متحده آمریکا، وزارت نیرو ایالات متحده آمریکا، و بنیاد ملی علوم آمریکا نقش بسیار عمده‌ای را در تأمین مخارج پژوهشی دانشگاه‌ها بر عهده دارند.
همانند آموزش و تحصیلات در سطوح مدرسه‌ای و متوسطه، در ایالات متحده برخی دانشگاه‌ها «عمومی» بوده که اکثر هزینه‌هایشان توسط دولت ایالتی یا فدرال پرداخت می‌شود، و برخی دیگر از دانشگاه‌ها خصوصی و با سرمایه‌های اهدایی اداره می‌شوند. با اینحال در سطوح دانشگاهی، بودجه‌های دولتی درصد کمتری از منبع دخل یک دانشگاه را تشکیل می‌دهد، و دانشگاه‌ها مدام در جستجوی منابع گوناگون دیگر برای تأمین مخارج خود می‌باشند.
برخی دانشگاه‌ها مثل دانشگاه‌های آیوی لیگ دارای سرمایه‌های خصوصی خود گردان (endowments) و در نتیجه کاملاً خودکفا هستند. به‌طور مثال دانشگاه هاروارد با سرمایه کل ۲۹ میلیارد دلاری خود یک دانشگاه تماماً خصوصیست که بودجه سالیانه خود را از منابع گوناگون مانند صنعت، پروانه اکتشاف و اختراع، سرمایه داران و همچنین از دایره فارغ التحصیلان خود تأمین می‌کند.
دانشگاه تگزاس در آستین در عوض با وجود سرمایه خصوصی ۱۳٬۵ میلیارد دلاری خود به صرف بودن یک مؤسسه دولتی به منابع فدرال و ایالتی نیز برای بودجه خود وابسته است. دانشگاه کارولینای شمالی در چپل هیل به‌طور نمونه نیز بیش از ۴۵۰ میلیون دلار در سال از ایالت کارولینای شمالی بودجه دریافت می‌کند و لذا یک دانشگاه دولتی می‌باشد که عضو لیگ آیوی عمومی است.

### پشتوانه مالی سیستم آموزش عالی آمریکا

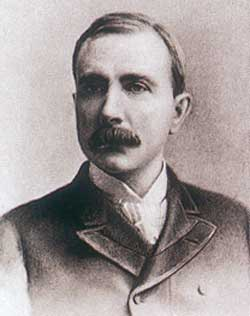
فرهنگ وقف به آموزش عالی در آمریکا سابقه درخشانی دارد. دانشگاه‌های بسیار معتبری چون دانشگاه راکفلر، دانشگاه شیکاگو، و دانشگاه جانز هاپکینز موفقیت و موقعیت امروزی خود را مدیون افرادی چون جان راکفلر، سرمایه‌دار بزرگ تاریخ آمریکا هستند.

یکی از دلایل مهم موفقیت دانشگاه‌های آمریکایی در سالیان متمادی، حمایت روزافزون نهادهای غیردولتی، شرکت‌ها، و افراد خیّر آمریکا از نظام آموزش عالی کشورشان بوده‌است. این فرهنگ وقف به موسسات فرهنگی در هیچ جای دیگر دنیا نظیر ندارد. تنها در سال ۲۰۰۷، دانشگاه‌های آمریکا مجموعاً مبلغ ۳۰ میلیارد دلار هدایای نقدی دریافت نمودند.
بسیاری از این افراد خیّر از قشرها فراوان ایرانیان آمریکا نیز بوده‌اند. به‌طور نمونه، در سال ۲۰۰۶ در تگزاس، گیتی و علی صابریون مقیم هیوستون ۱۰ میلیون دلار به مرکز سرطان ام دی اندرسون دانشگاه تگزاس اهدا نمودند.
در لس آنجلس، دانشگاه جنوب کالیفرنیا نیز در سال ۲۰۰۷ دریافت‌کنندهٔ هدیهٔ ۱۷ میلیون دلاری یک مهندس ایرانی بود، درحالی‌که دانشگاه کالیفرنیا در ایرواین هدیه‌ای ۳۰ میلیون دلاری از آقای معراج دریافت نمود.
در سانفرانسیسکو، دانشگاه ایالتی سان فرانسیسکو بزرگ‌ترین هدیه خود را از یک زوج دیگر ایرانی بنام ندا و مانی مشعوف به مبلغ ۱۰ میلیون دلار دریافت کرد، و دانشگاه ایالتی پورتلند حتی به پاس هدیه ۸ میلیون دلاری دکتر فریبرز مسیح، دانشکده مهندسی خود را بنام او گردانید.

## صدور آموزش عالی آمریکا
اخیراً تعدادی از دانشگاه‌های صاحب نام آمریکایی در نقاط متعددی در کشورهای مختلف اقدام به تأسیس شعبات رسمی نموده‌اند تا بلکه منبع درآمدی و حرکتی بسوی سرمایه‌گذاری‌های جدید برای این موسسات باشد. از این نمونه می‌توان به دانشگاه‌های زیر اشاره نمود:
- دوبی: دانشگاه مونتانا،[۱۹] دانشگاه ایالتی میشیگان،[۲۰] و مؤسسه فناوری روچستر[۲۱]
- قطر: کالج پزشکی ویل کرنل در قطر، دانشگاه تگزاس A&M در قطر، دانشگاه جرجتاون،[۲۲] دانشگاه نورث وسترن،[۲۳] دانشگاه کامن ولث ویرجینیا،[۲۴] و دانشگاه کارنگی ملون در قطر
- چین و مکزیک: دانشگاه اینکارنت ورد[۲۵][۲۶]
- ابوظبی: دانشگاه نیویورک[۲۷]
- چین، هند، سنگاپور، آفریقای جنوبی، ایتالیا، و فرانسه: مؤسسه فناوری جرجیا[۱۸]
- راس الخیمه: دانشگاه جرج میسون[۲۸]
- اسرائیل و سنگاپور: دانشگاه نیویورک
- کرواسی و کوزوو: مؤسسه فناوری روچستر[۲۹][۳۰] و دانشگاه آمریکن[۳۱]
- عربستان سعودی: دانشگاه علم و صنعت ملک عبدالله در ساخت و الگوبرداری آموزشی خود از کمکهای دانشگاه استنفورد، دانشگاه برکلی، و دانشگاه تگزاس در آستین استفاده کرده‌است.[۳۲]

## سیستم کتابخانه‌ای آمریکا

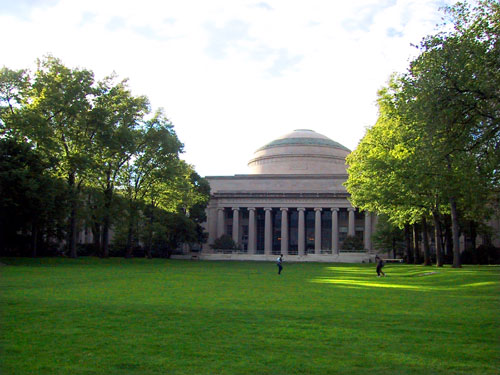
کتابخانه مرکزی دانشگاه‌ام آی تی.

کتابخانه کنگره آمریکا واقع در واشینگتن دی سی پس از کتابخانه بریتانیا در لندن، دومین کتابخانه بزرگ جهان از نظر تعداد منابع می‌باشد این کتابخانه که متعلق به کنگره آمریکا است، با دارا بودن ۱۳۴ میلیون نسخه احتیاج به بیش از ۸۰۰ کیلومتر قفسه جهت ذخیره‌سازی کلکسیون خود دارد. گنجینهٔ کتب فارسی این کتابخانه حاوی کتب ارزشمندی همچون نسخه‌های خطی اسکندرنامه نظامی گنجوی، سفرنامه ناصرالدین شاه قاجار، و تفسیر سیزده جلدی مثنوی مولانا جلال الدین رومی اثر سید محمد تقی جعفری می‌باشد.
در حیطه تخصصی، کتابخانه ملی پزشکی ایالات متحده آمریکا (با ۹ میلیون نسخه دارایی) بزرگ‌ترین کتابخانه پزشکی و تاریخ پزشکی جهان است.
از دیگر کتابخانه‌های بزرگ آمریکا می‌توان کتابخانه عمومی شهر نیویورک را نام برد. و در میان کتابخانه‌های دانشگاهی، بزرگ‌ترین کتابخانه‌های قاره آمریکای شمالی به ترتیب عبارت‌اند از:
| کتابخانه                                    | تعداد نسخه کتاب |
| ------------------------------------------- | --------------- |
| کتابخانه دانشگاه هاروارد                    | 16,250,117      |
| کتابخانه دانشگاه ییل                        | 12,519,514      |
| کتابخانه دانشگاه ایلینوی در اوربانا شامپاین | 11,686,060      |
| کتابخانه دانشگاه برکلی                      | 11,087,687      |
| کتابخانه دانشگاه کلمبیا                     | 10,296,816      |
| کتابخانه پری کاستانیدا دانشگاه تگزاس        | 9,447,434       |